# Hòa Ninh, Hòa Vang
Hòa Ninh là một xã thuộc huyện Hòa Vang, thành phố Đà Nẵng, Việt Nam.
Xã Hòa Ninh có diện tích 105,2 km², dân số năm 1999 là 3.924 người, mật độ dân số đạt 37 người/km².

## Đặc điểm tự nhiên
Hòa Ninh là một xã của huyện Hòa Vang có tổng diện tích tự nhiên là 10.519 ha. Địa hình Hòa Ninh thuộc dạng bán sơn địa, gần một nửa diện tích là đồi núi (nơi cao nhất là Đỉnh Núi Chúa - Bà Nà cao 1.487m, cũng là nơi cao nhất Đà Nẵng). Địa hình cao ở phía tây, thấp ở phía đông nam.

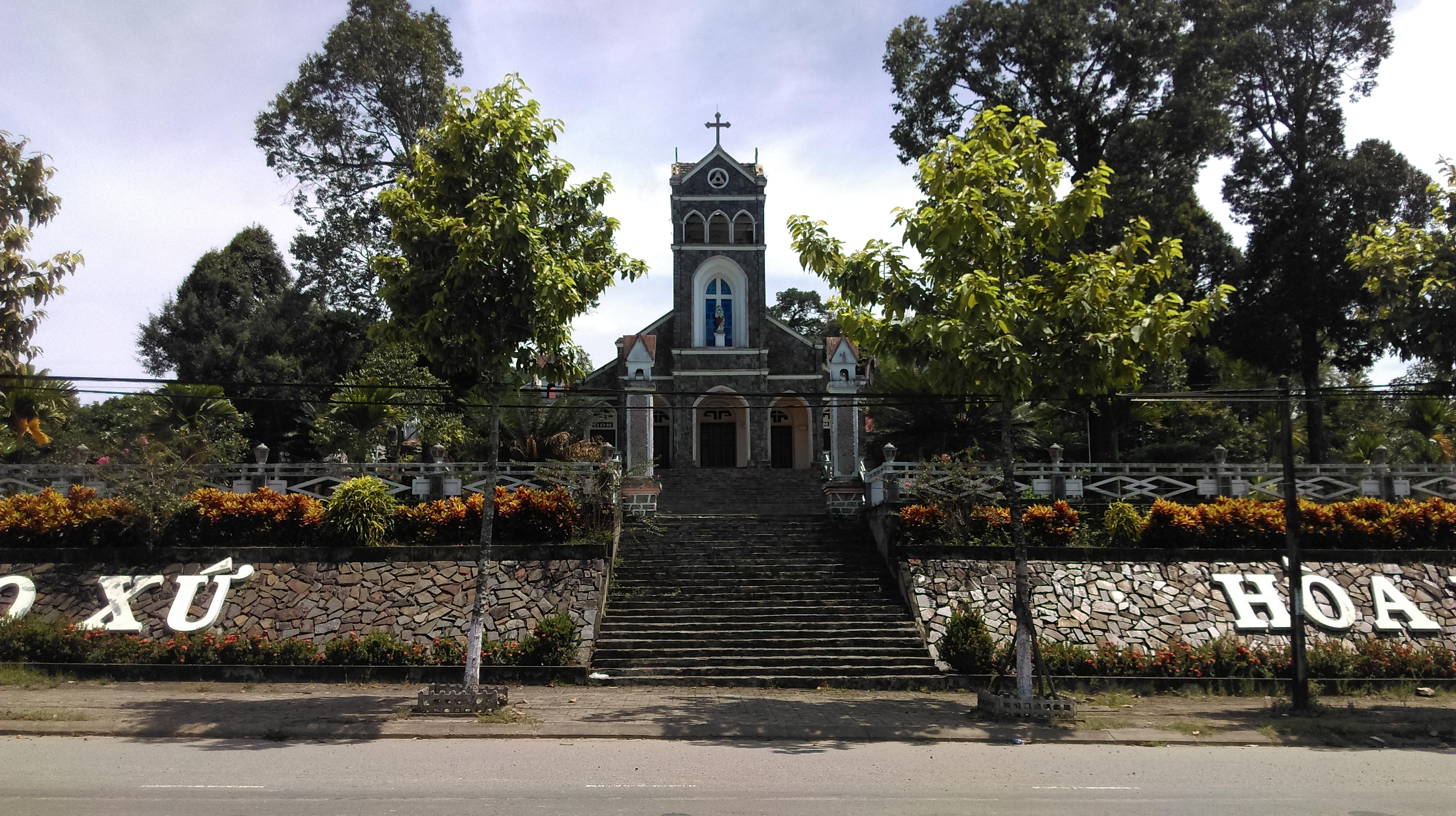
Nhà thờ Giáo xứ Hòa Ninh

## Lịch sử
Xã Hòa Ninh được thành lập theo Quyết định số 79/QĐ–HĐBT ngày 23 tháng 9 năm 1981 của Hội đồng Bộ trưởng nước Cộng hòa Xã hội chủ nghĩa Việt Nam.

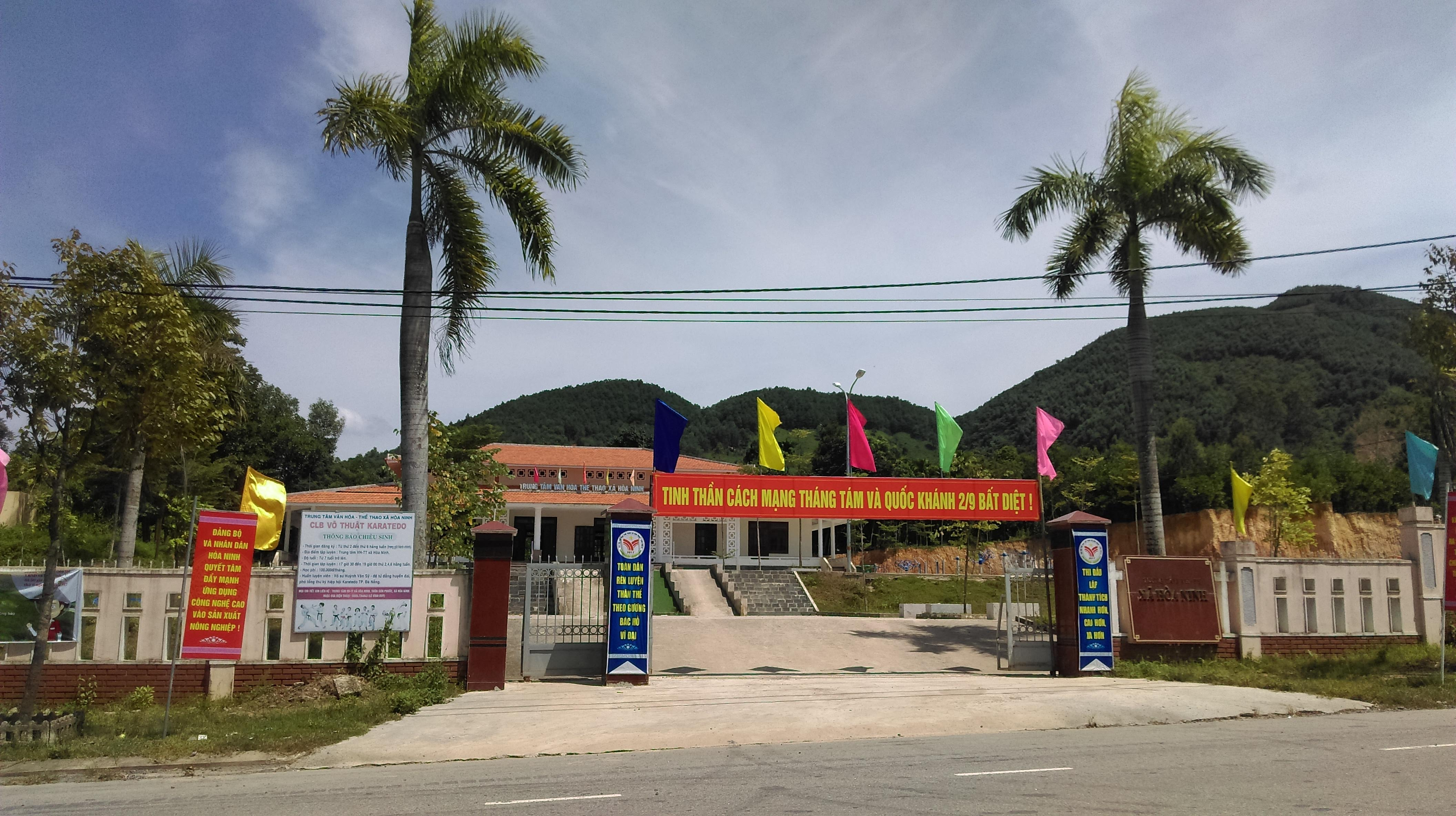
Trung tâm Văn hóa Thể thao xã Hòa Ninh